# Neoperla serrata
Neoperla serrata är en bäcksländeart som beskrevs av Peter Zwick 1988. Neoperla serrata ingår i släktet Neoperla och familjen jättebäcksländor. Inga underarter finns listade i Catalogue of Life.